# Erster Verlust
Erster Verlust ist ein Spielfilm der DEFA von Maxim Dessau aus dem Jahr 1990 nach Motiven der Erzählung „Die Frau am Pranger“ von Brigitte Reimann aus dem Jahr 1956.

## Handlung
Mitten im Zweiten Weltkrieg wird in einem kleinen deutschen Dorf der Bauer Heinrich Marten zur Wehrmacht eingezogen. Seine Schwester Frieda und seine Ehefrau Kathrin bleiben auf dem Bauernhof allein zurück. Nach nicht allzu langer Zeit merken sie, dass die anfallende Arbeit nicht zu schaffen ist. Als sowjetische Kriegsgefangene im Dorf den Höfen zugewiesen werden, bewerben sie sich um einen, obwohl sie vorher keinen Antrag gestellt hatten. Durch die Hilfe des Ortsbauernführers Otto Lange, der ein Interesse an Frieda hat, bekommen sie den Russen Alexej. Dieser ist ausgemergelt und muss von den Frauen erst aufgepäppelt werden. Bei seinen Mitgefangenen erregt Alexej Neid, weil er sichtlich besser ernährt ist, als die anderen. Sie zwingen ihn, für die nicht so gut genährten Soldaten, Lebensmittel zu stehlen. Als das entdeckt wird, wird er dafür bestraft. Bei der Zusammenarbeit auf Feld und Hof kommen Kathrin und Frieda dem Russen zwangsläufig näher. Zwischen Kathrin und Alexej bahnt sich eine Liebesbeziehung an. In der Waschküche kommt es zur Berührung und Kathrin macht ihren Oberkörper frei. In diesem Moment wird das Paar von einem Wachsoldaten entdeckt, und Alexej flieht. Bei der sofort eingeleiteten Suche, wird er von einer Gruppe der Hitlerjugend gestellt und abgeführt.

## Produktion
Erster Verlust wurde vom DEFA-Studio für Spielfilme (Potsdam–Babelsberg) (Künstlerischen Arbeitsgruppe „Johannisthal“) und vom DEFA-Studio Babelsberg GmbH (Potsdam-Babelsberg) in Schwarzweiß gedreht. Die Uraufführung fand am 6. Oktober 1990 im neuen Berliner FELIX PROGRESS Clubkino statt, welches hiermit im Palais am Festungsgraben eröffnet wurde.

## Kritik
In der Berliner Zeitung wurde Maxim Dessau durch Günter Sobe bescheinigt, dass dieser ein begabter Regisseur ist.
Michael Hanisch schrieb in der Neuen Zeit: „Erster Verlust ist ein angenehm leiser Film, ein Film für Zuschauer, die Zeit und Lust haben, sich auf eine gänzlich unspektakuläre Sprache einzulassen. Das Deutsche dieser Geschichte wird bewusst betont. Die Schönheit einer deutschen Landschaft, die Idylle einer friedlichen Landschaft im Kontrast zur Grausamkeit der Zeit. Dessau und seinem Kameramann Peter Badel gelingen einige sehr starke Bilder beim Zeichnen dieser Kontraste. Das Wandern der Schatten über den Feldern, der Geruch frischer, auf der Wiese gebleichter Wäsche, das Geräusch des Wassers …“
Das Lexikon des internationalen Films schrieb: „Aus der anfänglich feindseligen Haltung entwickelt sich menschliche Nähe, die in der Liebe zwischen der Bäuerin und dem Knecht gipfelt, was zur Katastrophe führt. DEFA-Film über die Gefährdung des Menschen in unmenschlicher Zeit, in ruhigen schwarzweißen Bildern erzählt. Intensives Kino, mit dem sich Regisseur Maxim Dessau nach seinem verbotenen und abgebrochenen Debütfilm ‚Schnauzer‘ (1984) erstmalig einem größeren Publikum vorstellen konnte.“

## Auszeichnungen
- 1990: 1. Osteuropäisches Nachwuchs- und Experimentalfilmfestival Cottbus: Förderpreis des DFF
- 1991: Filmfestival Max Ophüls Preis Saarbrücken: Beste Nachwuchsdarstellerin: Julia Jäger
- 1991: 34. Internationale Filmfestspiele des Autorenfilms San Remo: „Grand Prix“